# 中村元東方研究所
公益財団法人中村元東方研究所（こうえきほうじんなかむらはじめ とうほうけんきゅうしょ）は、東京都千代田区外神田に本部を置く、東洋学（インド学・仏教学を含む）についての研究所。
中村元（東京大学名誉教授・日本学士院会員・文化勲章受章者）によって、1970年（昭和45年）に創設された。

## 沿革
- 1970年中村元によって財団法人東方研究会を創設
- 2012年7月、公益財団法人中村元東方研究所に改称

## 活動
- 東方学院 - 寺子屋。受講生の学歴・年齢・国籍を問わず、多くの人々にさまざまな学問成果を教授。
- 顕彰事業 - 毎年、東洋思想(仏教学・インド哲学を含む)及び文化研究活動に優れた功績を上げている者一人乃至数人を選考し、駐日インド大使館と共催にて「中村元東方学術賞」という名称にて顯彰する(2022年現在「第32回」)。
- 「鎌倉夏期宗教講座」 - 鎌倉八幡宮と共催。
- 「神儒仏合同講演会」 - 湯島聖堂の斯文会、神田明神、東方学院と合同共催。
- 研究助成 - 「アジア諸国海外研究調査助成」や「文化交流基金留学生派遣」など
- 中村元記念館 - 中村氏郷里の島根県松江市八束町にて2012年10月10日開館(理事長は清水谷善圭、天台宗・清水寺貫主ほか)
- 学術大会開催 - (1)日本印度学仏教学会第64回学術大会を2013年8月31日～9月1日、松江市島根県民会館でNPO法人中村元記念館東洋思想文化研究所と共催にて行った。

(2)比較思想学会第41回学術大会を2014年7月19日～7月20日、松江市NPO法人中村元記念館東洋思想文化研究所で共催にて行った。
(3)日本仏教教育学会平成27年度学術大会を2015年11月14日、松江市NPO法人中村元記念館東洋思想文化研究所で共催として行い、多くの成果により日本の人文科学研究に一端を示している。

## 主な所属研究者（元所属を含む）
- 上村勝彦
- 菅野博史
- 来馬正行
- 釈悟震
- 田中公明
- 中村元
- 奈良修一
- 奈良康明
- 西村玲
- 本多弘之
- 前田專學
- 丸井浩
- 水野善文
- 蓑輪顕量
- 宮元啓一
- 森和也
- 吉村均